# Siège de Takatō (1582)
Pour les articles homonymes, voir Siège de Takatō.
Le siège de Takatō (高遠城の戦い) de 1582 est une des dernières batailles du clan Takeda contre les forces d'Oda Nobunaga et Tokugawa Ieyasu.
Après la destruction des Takeda dans la province de Kai en 1582 qui se termine par la mort de Takeda Katsuyori et de nombreux autres membres du clan, Nishina Morinobu (aussi connu sous le nom Takeda Morinobu), cinquième fils du fameux Takeda Shingen, se retranche dans le château de Takatō. Oda Nobutada ordonne qu'un certain prêtre soit envoyé auprès de Morinobu en vue d'une médiation mais Morinobu répond en coupant le nez et les oreilles du malheureux, puis le renvoie. À la suite de cette rebuffade, Nobutada lance une attaque de grande envergure sur le château et tue Morinobu.

## Source de la traduction
- (en) Cet article est partiellement ou en totalité issu de l’article de Wikipédia en anglais intitulé « Siege of Takatō (1582) » (voir la liste des auteurs).